# 福原吉春
福原 吉春（ふくはら よしはる、1942年（昭和17年）2月10日 - 1975年（昭和50年）9月23日？）は、日本のアルペンスキーヤー。 

## 経歴
北海道磯谷郡蘭越町出身。北海道倶知安農業高等学校から明治大学に進み、大学3年時の1963年に第41回全日本スキー選手権大会アルペンスキー競技に滑降と回転の2種目で優勝する。1963年、北海道スポーツ賞を受賞する。
1964年1月19日、オーストリアで開かれたゴルデック国際スキー大会の回転競技で優勝する。同年、オーストリアチロル州のインスブルックで開かれた第9回オリンピック冬季競技大会に出場した。成績は滑降が45位、回転が23位、大回転が25位であった。
1965年1月にスイスで開かれたラウバーン国際スキー大会において、男子滑降で43位、男子回転レースで14位に終わる。
1966年、第44回全日本スキー選手権大会アルペンスキー競技に滑降と回転の2種目で再び優勝する。同年2月12日、イタリアのトリノで開かれたユニバーシアード冬季大会の男子滑降で11位となる。同年8月10日、チリのポルティーヨで開かれたアルペンスキー世界選手権の男子大回転競技で36位となる。
1967年2月11日、イタリアのタルヴィージオで開かれたタオスタ杯国際アルペンスキー大会回転競技で13位に終わった。
1968年、フランスイゼール県のグルノーブルで開かれた第10回オリンピック冬季競技大会に出場する。成績は滑降が54位、回転が失格、大回転が50位であった。所属していたゴールドウィンを退社し同年6月、日本で初めてプロ・スキー・レーサー協会に入りプロへ転向した。
1975年10月3日午前8時頃、福原が新潟県中頸城郡妙高高原町にある「福原プロスキー学校」で死んでいるのを学校の留守番の人が発見した。警察の調べによると、福原は知人の借金の肩代わりやスキー学校の経営難を苦にしたガス自殺であり、9月23日頃に死亡したとされている。

## 関連作品
- 近藤日出造「世界の強豪に若さでいどむ 日出造対談」『週刊読売』第27巻第54号、読売新聞社、1968年12月、88-95頁、NDLJP:1814057。
- 今野順哉『二人のオリンピアン 福原吉春 気田義也』らんこし作家デビュー・プロジェクト、2014年11月。